# 王者荣耀职业联赛国际巡回赛
王者荣耀职业联赛国际巡回赛（英语：King Pro League Global Tour，简称：KPLGT）是王者荣耀官方高规格国际职业联赛。前身为KRKPL王者荣耀国际赛区，成立于2020年1月5日。联赛分为两个赛区，分别为职业赛区和发展赛区。职业赛区为原KRKPL联赛的队伍以及其他国际职业战队共9支组成，而发展赛区则是以半职业或准职业战队共10支组成。
2020年8月25日官方宣布王者荣耀职业联赛国际巡回赛职业赛区的9支队伍将与王者荣耀职业发展联赛（KGL）6支队伍和王者荣耀全国大赛（中国大陆）冠军合并成为王者荣耀甲级职业联赛，成为王者荣耀职业联赛的次级联赛，而原KPLGT的发展赛区将保留。

## 成立
经过了2019年KRKPL王者荣耀国际赛区升级后，虽然KRKPL王者荣耀国际赛区在2019王者荣耀世界冠军杯和2019王者荣耀冬季冠军杯的成绩比起之前在2018年的王者荣耀国际赛好，但总体实力还是比KPL王者荣耀职业联赛差的多。原因在于王者荣耀在国际市场依旧不如在中国的市场大，国际玩家寥寥无几，让众多国际战队无法有好的选手选择。除此之外，无论是现场还是线上直播观看都非常的低，在韩国首尔举办的场馆入场率非常低，几乎选手、教练组、工作人员和解说多过到现场观看的支持者多。而在网络上直播观看人数，除了以中国为主的斗鱼直播观看人数高之外，以国际直播平台Youtube、Twitch等，在线观看人数几乎不过千，也因为这样的环境让KRKPL王者荣耀国际赛区属于“不健康”发展中的职业联赛。所以2020年KPL联盟决定重组联赛，将在韩国首尔举办的联赛迁至王者荣耀国际市场受众群体较高的马来西亚吉隆坡举办，更名为王者荣耀职业联赛国际巡回赛（King Pro League Global Tour，简称：KPLGT）。在马来西亚华裔玩过手游的玩家，几乎都玩过王者荣耀。加上在2019年丝路电竞锦标赛在吉隆坡举办时报名玩家与入场观众都明显比在首尔多及2019王者荣耀世界冠军杯淘汰赛在吉隆坡举办时，观众入场爆棚与热情高昂，当时就已经引起KPL联盟关注，这也是选择吉隆坡选择王者荣耀职业联赛国际巡回赛的原因。

### 赛事更动
由于王者荣耀职业赛事体系重新分局，在2020年8月25日官方宣布将原王者荣耀职业联赛国际巡回赛(KPLGT)改为王者荣耀职业发展联赛(KGL)，2020年KGL秋季赛将由原KPLGT职业赛区9支队伍：CW、EMC、仁川ESC、柔佛ESG、GOG、MOV(原Nova)、MTG、南昌Simple(原ROX)、VSG和原KGL独立俱乐部KSSC、LX蓝翔、MGL、VTG、Wz及首支中国全国大众赛事冠军青岛BFG，共15支俱乐部争夺2021年王者荣耀职业联赛(KPL)2席临时名额，而KPLGT职业发展赛区将保留。

## 赛制
KPLGT赛制采用职业赛区与发展赛区赛制，职业赛区和发展赛前将进行内部比赛，成绩最好的队伍将可以参加季后赛，而季后赛表现优异战队将代表该赛区参加王者荣耀世界冠军杯和王者荣耀冬季冠军杯国际赛。KPLGT职业赛区可以至少上4个中国籍（简称：中援）首发，联盟没有规定能注册多少个中国籍选手，除中国籍选手其他场上1至5名选手可以是任何国籍的选手，而KPLGT发展赛区只可以采用5名首发上2个中国籍选手。
职业赛区
职业赛区将原有的KRKPL联赛8支队伍编进职业，职业赛区最多10支队伍。由于原KRKPL联赛的韩国战队MVP和DRX重组退出联赛，而目前只有一支来自马来西亚战队ESG加入职业赛区，所以新赛季KPLGT职业赛区只有9支参赛。职业赛区9支队伍将进行内部常规赛，常规赛将采用BO5（五局三胜）双循环积分赛。常规赛积分排名前6名队伍直接晋级季后赛正赛，排名第7及第8将进入季后赛选拔赛，与KPLGT发展赛区排名前二名争夺季后赛正赛名额。2020KPLGT春季赛季后赛采用双败赛制，职业赛区前4名晋级胜者组，排名第5、第6及季后赛选拔赛2支胜者则进败者组，职业赛区常规赛排名第9将无缘季后赛。并在2020年3月29日开赛。
发展赛区
王者荣耀职业联赛国际巡回赛发展赛区（KPLGT Second Divison）将有最多12支队伍参赛，是由来自全球各地（除中国）的战队组成。目前发展赛区拥有10支队伍参赛。赛制为10支队伍进行BO3（三局两胜）单循环积分赛，积分排名前二名将获得选拔赛资格，将和职业赛区第7、8名进行选拔赛，获胜者则晋级季后赛。并在2020年3月12日开赛。

## 历届排名
| 赛季       | 冠军 | 亚军 | 季军 | 殿军 |
| ---------- | ---- | ---- | ---- | ---- |
| 2020春季赛 | GOG  | MTG  | CW   | VSG  |
| 2020秋季赛 | M8H  | BL   | RTZ  | TLC  |

## 参赛队伍（2020秋季赛）
| 战队名称 | 全称/英文名             | 国家/地区 | 备注           |
| -------- | ----------------------- | --------- | -------------- |
| HKCG     | Hong Kong Chasing Glory | 香港      |                |
| EP       | Extreme Players         | 香港      |                |
| IMP      | Impunity Esports        | 新加坡    |                |
| BL       | Boon Lee Gaming         | 马来西亚  | 2020秋季赛亚军 |
| CBD      | Cha Bu Duo              | 马来西亚  |                |
| TLC      | Tiger League Club       | 马来西亚  | 2020秋季赛殿军 |
| M8H      | M8Hexa                  | 马来西亚  | 2020秋季赛冠军 |
| RTZ      | RTZ E-Sports Club       | 马来西亚  | 2020秋季赛季军 |
| WULF     | WULF Esports            | 马来西亚  |                |
| RCG      | RCG Gaming Malaysia     | 马来西亚  |                |

## 战队名单
| 战队   | 对抗路      | 打野          | 中路        | 发育路        | 辅助           | 替补/未知 |
| ------ | ----------- | ------------- | ----------- | ------------- | -------------- | --------- |
| BL     | Brian       | Zack          | Zen         | Pika          | Xian Rise Jian |           |
| CBD    | TianNai     | WaiWai        | Mao         | YeShen        | Fox            | NR        |
| EP     | AJ          | Savoir        | XMF         | RED RUS       | Adret          |           |
| HKCG   | Qz          | Nirvana Brave | K           | LoserOwO Tung | ZhiZ           |           |
| IMP    | RecklessRoc | XiaoZhu       | Silver JJ   | JiuQi Sky     | Quetervios     |           |
| M8Hexa | Xuan        | Dispair Qun   | LCC2        | Jun           | Yuhan CX       |           |
| RCG    | DianFeng    | TianXia       | MoMo        | LingYan       | XiaoJiu        | Don       |
| RTZ    | Dan         | Sheng Pride   | White Quan  | Rainny        | Xmai           |           |
| TLC    | LYL         | XF            | Botak Shark | YL            | CY             |           |
| WULF   | LEAF LingYi | SHERLOCK      | SENG        | NANFENG XH    | YEQU           |           |

- 注1：名单可随时替换，如要帮助新选手注册成为KPLGT选手，需要向联盟注册，至少需要一星期等待联盟审核。

## 世界冠军杯积分
2020年3月15日王者荣耀世界冠军杯组委会为了保障王者荣耀职业联赛国际巡回赛（KPLGT）赛区晋级2020年王者荣耀世界冠军杯的公平性、合理性、官方将采取赛事积分年规则，具体规则如下：
1、赛事积分年：上一自然年的秋季赛至当前自然年的春季赛，视作完整的赛季积分年。列：2019-2020年KPLGT赛事积分年包括2019年秋季赛（原KRKPL）秋季赛、2020年KPLGT春季赛
2、2020年王者荣耀世界冠军杯KPLGT晋级规则（2019-2020积分年为例）
- 直接晋级：2020年KPLGT春季赛冠军、KPLGT赛区2019-2020积分年除春季赛冠军外的第一名
- 参与选拔赛：KPLGT赛区积分年剔除直接晋级两支队伍后，顺序排列的第一至第六名
- KPLGT赛区积分获取方式（2019-2020积分年为例）[7]：

| 排名  | 2019年秋季赛（原KRKPL） | 2020年春季赛 |
| ----- | ----------------------- | ------------ |
| 冠军  | 10分                    | 直接晋级     |
| 亚军  | 6分                     | 8分          |
| 3/4名 | 4分                     | 6分          |
| 5/6名 | 2分                     | 4分          |
| 7/8名 | 1分                     | 2分          |

- 按照积分排名进行选拔赛
- 积分相同则以2020年KPLGT赛区春季赛判断
- 名次若相同则以2020年KPLGT赛区春季赛常规赛胜负关系判断，若胜负关系一致，则以双方交手小局胜局数多者排序为先，若双方胜局数一致，则判断双方各自胜局数总时长短者排序为先

2019年秋季赛/2020年春季赛战队积分
| 名次  | 2019年秋季赛 | 战队     | 2020年秋季赛 | 战队    |
| ----- | ------------ | -------- | ------------ | ------- |
| 冠军  | 10分         | MTG      | 直进         | GOG     |
| 亚军  | 6分          | GOG      | 8分          | MTG     |
| 3/4名 | 4分          | Nova/ROX | 6分          | VSG/CW  |
| 5/6名 | 2分          | EMC/CW   | 4分          | EMC/ROX |
| 7/8名 | 1分          | DRX/ESC  | 2分          | ESG/GC  |

总积分
|  | 总冠军（直进）    |
|  | 积分年第1（直进） |
|  | 选拔赛第一轮      |
|  | 选拔赛第二轮      |

| 排名 | 队伍 | 积分 | 备注               |
| ---- | ---- | ---- | ------------------ |
| 1    | GOG  | 6分  | 2020春季赛冠军直进 |
| 2    | MTG  | 18分 | 积分第一           |
| 3    | CW   | 10分 |                    |
| 4    | ROX  | 8分  |                    |
| 5    | EMC  | 6分  |                    |
| 6    | VSG  | 6分  |                    |
| 7    | Nova | 4分  |                    |
| 8    | ESG  | 3分  | 继承DRX积分        |
| 9    | GC   | 2分  |                    |
| 10   | ESC  | 1分  |                    |